# 罗尔 (阿尔高州)
罗尔（德語：Rohr，德語發音：[ʁoːɐ̯] ⓘ）是瑞士阿爾高州的一个旧市镇。截至2006年，罗尔的面积为3.4平方公里。其中31.7%為农业用地，39.2%為森林，22.7%土地用於建筑物或道路，其余6.4%为河流或湖泊。2010年，罗尔并入阿劳。